# توشيما (طوكيو)
توشيما (باليابانية: 豊島区توشيما-كو) وتعني «حي توشيما» هو أحد أحياء طوكيو ال 23.

## جغرافيا
يقع حي تايتو في الشمال الغربي من منطقة أحياء طوكيو، محاطاً بأحياء أخرى هي نيريما، إيتاباشي، كيتا، شينجوكو، وبونكيو.

## تاريخ
تم تأسيس الحي في 15 مارس 1947 ووصلت ذروة عدد السكان في عام 1965 بعدد سكان يقدر 370000 نسمة.

## أعلام
- ماري ناتسوكي
- ماساهيرو شيمودا
- كينجي واتانابي
- جون ماتسوموتو
- جون إيديغوشي
- ساتوشي أكاو

## مواقع خارجية
- الموقع الرسمي لمدينة تايتو باللغة الإنكليزية نسخة محفوظة 14 يونيو 2006 على موقع واي باك مشين.